# Puerto Carreño
Puerto Carreño è un comune della Colombia, capoluogo del dipartimento di Vichada.
Il centro abitato venne fondato da Buenaventura Bustos nel 1922, mentre l'istituzione del comune è del 5 agosto 1974.